# بخش پینگدو
بخش پینگدو (به لاتین: Pingdu) یک منطقهٔ مسکونی در چین است که در چینگ‌دائو واقع شده‌است. بخش پینگدو ۳٬۱۶۶٫۵۴ کیلومتر مربع مساحت و ۱٬۳۷۷٬۹۰۰ نفر جمعیت دارد.